# François des Baux
François (Ier) des Baux (anglais : Francis of Baux, italien : Francesco del Balzo; c. 1330 - 23 avril 1422) fut le premier duc d'Andria, comte de Montescaglioso et Squillace, et seigneur de Berre, Mison, et Tiano (Teano). Il était le fils de Bertrand III des Baux, comte d'Andria et de Montescaglioso et de sa seconde épouse, Marguerite d'Aulnay, dame de Teano et Carinola, fille de Robert d'Aulnay de Teano. Le père de François était sénateur de Rome, capitaine général de Toscane et justicier de Naples. La famille de descendance semi-royale des Baux (il appartenait à la branche des Baux de Berre d'Andrie) était l'une des plus grandes maisons du royaume après le mariage du duc avec Marguerite de Tarente en 1348.
En 1349, François reçut une importante subvention de Louis, prince de Tarente. Le prince Louis avait épousé Jeanne Ire de Naples en 1346 comme second mari, et était devenu roi consort de Naples ; il fut couronné en 1352/53. Le roi était le frère de la seconde épouse de François, Marguerite, qu'il avait épousée en 1348,. François a été créé duc d'Andria et a été le premier noble à être élevé à la dignité ducale dans le royaume. Andria (Andrie) avait été un fief royal que le père du duc avait reçu de Béatrice d'Anjou, en vertu de sa dot.
À la mort de Philippe II, prince de Tarente en 1373, Marguerite et François revendiquèrent les terres grecques de Tarente et de Philippe (principalement la Principauté d'Achaïe et les territoires dépendants) et des titres pour eux-mêmes et leur fils, Jacques des Baux, comme dernier descendant mâle de Philippe Ier, prince de Tarente. La demande de Marguerite a été soutenue par le pape Grégoire XI. Cependant, la reine Jeanne, a décidé d'exercer une domination directe sur les possessions grecques du prince de Tarente. En avril 1374, celle-ci a décidé de réduire la famille à néant et a dépouillé François de toutes ses terres et titres. Cette action a conduit à une guerre civile entre la reine et la famille des Baux. Un chapitre est enregistré dans la version aragonaise de la Chronique de Morée.

## Famille
François s'est marié à trois reprises. En 1337, il épousa d'abord Luisa de San Severino, fille de Tommaso III de San Severino, comte de Marsico ; il n'y eut pas de descendance.
En 1348, François épousa en secondes noces Marguerite de Tarente, fille de Philippe Ier, prince de Tarente et d'Achaïe, empereur latin (titulaire) de Constantinople par sa seconde épouse, Catherine de Valois, impératrice latine titulaire de Constantinople. Elle est décédée en septembre 1380 en prison. Ils ont eu deux enfants :
- Jacques des Baux, prince d'Achaïe et dernier empereur latin titulaire de Constantinople[1] ;
- Antonia des Baux, reine consort de Frédéric III, roi de Sicile[1].

En 1381, François épousa en troisièmes noces Sueva Orsini, fille de Nicolo Orsini di Nola et sœur de Raimondello. Nicolo était le fils de Roberto Orsini di Nola (fils de Romano/Romanello Orsini et d'Anastasia de Montfort (en), elle-même petite-fille d'Aliénor d'Angleterre et de Simon V de Montfort), et de Sveva del Balzo di Soleto (des Baux de Soleto, issus des Baux d'Orange-Courthézon). De cette union, il eut :
- Marguerite des Baux, mariée à Pierre Ier de Luxembourg-Saint-Pol : elle sera mère, entre autres, de Jacquette de Luxembourg (ancêtre des rois d'Angleterre)[1], et du connétable Louis (ancêtre d'Henri IV) ;
- Guillaume (II) des Baux (Guglielmo del Balzo), duc d'Andrie, marié à Maria Brunforte, dont il eut des descendants : cf. leur fils François II, père de Pierre qui compte lui-même parmi ses enfants la reine Isabelle ;
- Bianchino (déshérité, en tant qu'"homme de mauvaise vie"), le père de Tesco del Balzo, gouverneur de Pise, et chef de l'armée milanaise, il est marié à Laura Rho.